# 右や左に見えるもの〜眼鏡無しで
『右や左に見えるもの〜眼鏡無しで』（仏: Choses Vues a Droite et a Gauche (sans Lunettes) ）は、エリック・サティが1914年から1915年にかけて作曲したヴァイオリンとピアノのための小品集。

## 構成
全3曲から成り、演奏時間は約4～5分程度。
- 第1曲 『偽善的なコラール』（Choral hypocrite）
- 第2曲 『暗中模索のフーガ』（Fugue à tâtons）
- 第3曲 『筋肉質なファンタジー』（Fantaisie musculaire）